# Centrum en Valendries
Centrum en Valendries is een woonwijk in de gemeente Wijchen. De wijk is gesitueerd in de hoofdplaats Wijchen ten zuiden van de spoorlijn Tilburg - Nijmegen en ten oosten van de wijk Aalsburg en Blauwe Hof. Ten zuiden grenst de wijk aan de wijk Wijchen-Zuid. Ten oosten grenst de wijk aan industrieterrein Nieuweweg en in het noorden aan Wijchen-Noordoost.